# Dijkmolen
De Dijkmolen is een poldermolen in de Nederlandse plaats Maasland (gemeente Midden-Delfland). De molen ligt aan de Molenweg net buiten het dorp, voor de korenmolen De Drie Lelies. De Dijkmolen is in 1718 gebouwd, ter vervanging van een eerdere molen, voor de bemaling van de Ommedijkse Polder (later Dijkpolder genoemd). De molen is sinds 1977 eigendom van het Hoogheemraadschap van Delfland en wordt bewoond door de molenaar. Het schoepenrad in de molen heeft een diameter van 6,50 meter. De Dijkmolen heeft een vlucht van 29,20 m en is daarmee de grootste historische molen van Nederland. Tot 1606 was de toenmalige Dijkmolen bekend onder de naam Kostverloren.
Tegenover de Dijkmolen bevindt zich een elektrisch gemaal dat de taak van de molen heeft overgenomen. De capaciteit van dit gemaal is in 2009 vergroot van 40 naar 65 m3/min om wateroverlast in de toekomst te voorkomen.
De Dijkmolen is uitsluitend tijdens de Westlandse Molendag te bezichtigen.

## Foto's

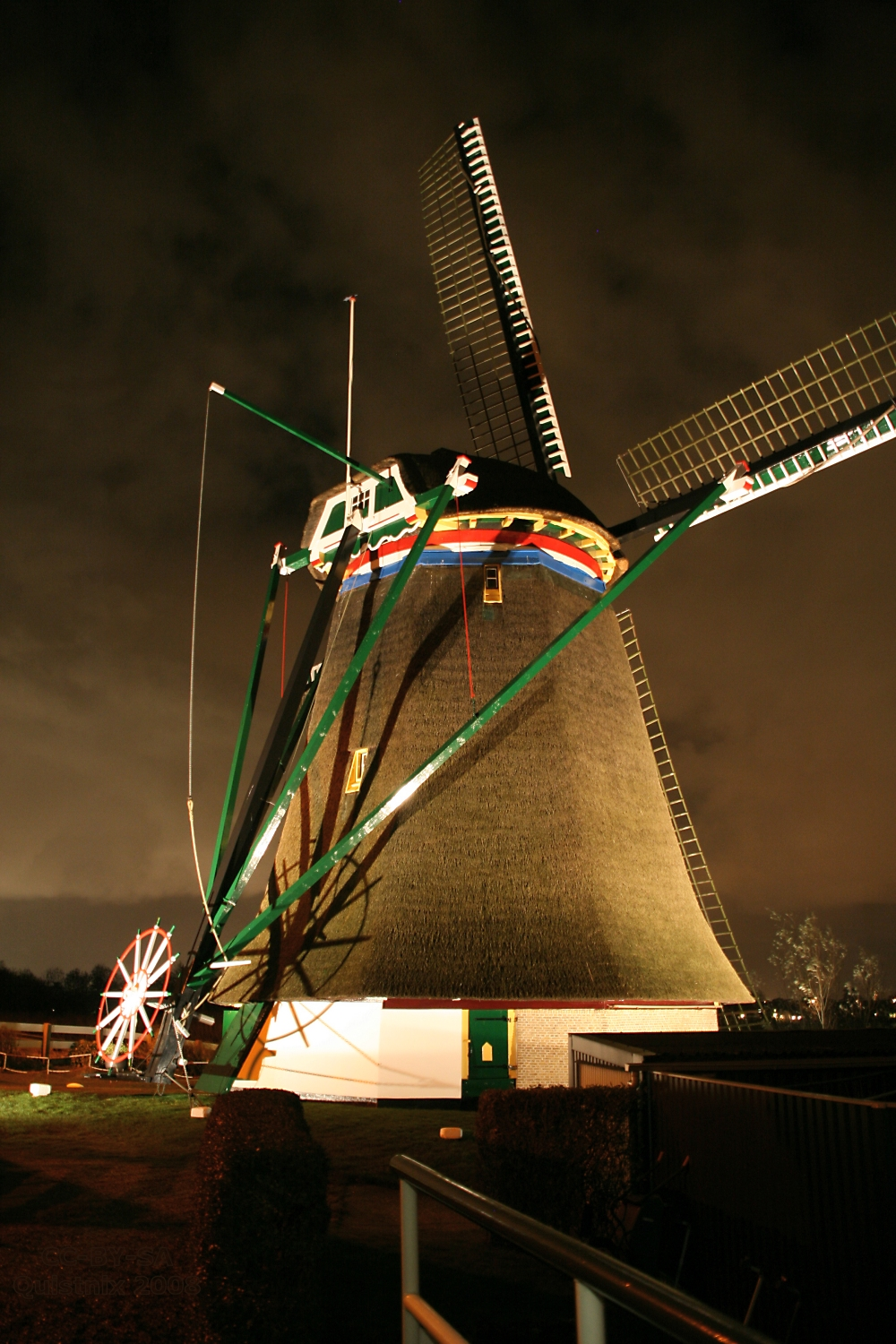
De molen in de schijnwerpers